# Curia Calabra
De Curia Calabra was een vergaderzaal op het Capitool, waar, voor de publicatie van de kalender, op de Calendae van elke maand de pontifex minor een publieke afkondiging hield van de dag waarop de Nonae zouden vallen. De naam was afgeleid van calare, zowel omdat de pontifex het volk bijeenriep (comitia calata), als omdat hij de dag van de Nonae afriep. Als curia werd hij regelmatig gebruikt als zaal waar de afgevaardigden van de curiae, of de senaat, bijeenkwamen. Het lijkt waarschijnlijk dat deze curia oorspronkelijk dezelfde relatie had ten opzichte van de senaat als de curia Hostilia was tegenover de senaat en de comitia Curiata. Festus (49) zegt dat in de curia Calabra tantum ratio sacrorum gerebatur, en Macrobius dat de pontifex minor hier offerde aan Juno op de Calendae van elke maand. Het was in de buurt van de casa Romuli, en verschijnt in Lydus als Καλαβρὰ Βασιλική.

## Referentie
- Samuel Ball Platner, art. Curia Calabra, in Samuel Ball Platner, A Topographical Dictionary of Ancient Rome, Londen, 1929, p. 142.